# Père Joseph

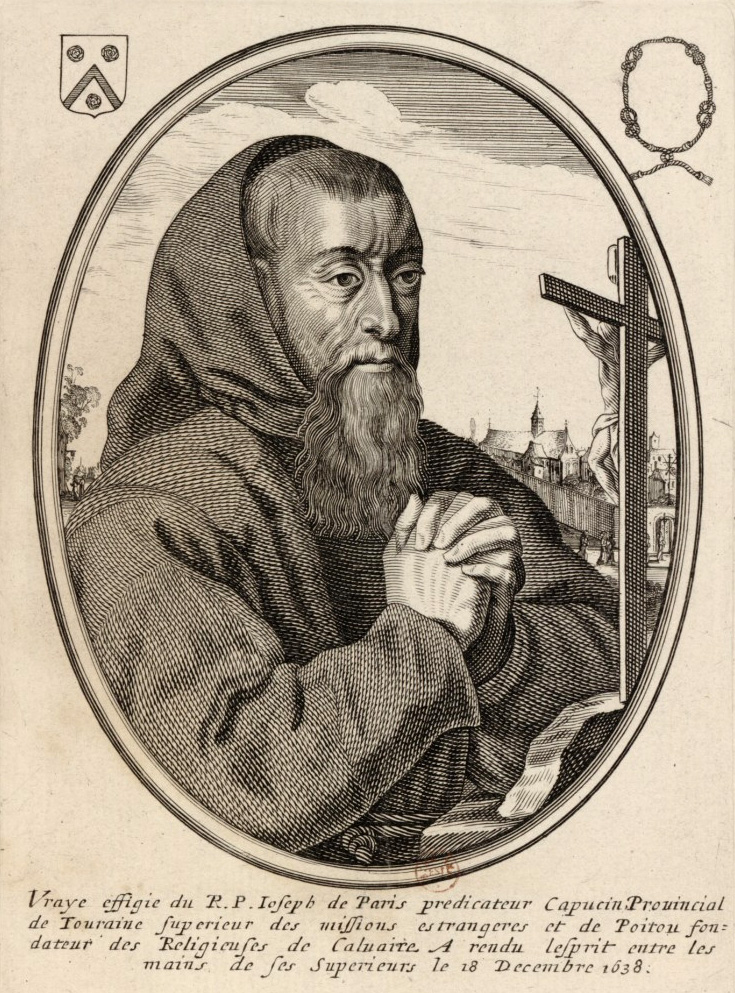
François-Joseph Le Clerc du Tremblay de Maffliers

Père Joseph, eigentlich François-Joseph Le Clerc du Tremblay de Maffliers (* 4. November 1577 in Paris; † 18. Dezember 1638 in Rueil-Malmaison) war ein  französischer Kapuziner. Auf Père Josephs großen politischen Einfluss als Beichtvater Kardinal Richelieus geht die Redewendung „graue Eminenz“ zurück.

## Herkunft und Jugend
Père Joseph entstammte einer dem Amtsadel (noblesse de robe) angehörenden französischen Familie: Sein Vater Jean Le Clerc du Tremblay amtierte als Kanzler des vierten Sohns von König Heinrich II., Hercule-François d’Alençon (* 1554; † 1584) und Premier Président des Requêtes au Parlement de Paris (Erster Präsident der Eingabekammer am Pariser Parlament, einem Gericht), dessen Mutter aus dem byzantinischen Kaiserhaus Palaiologos stammte, während sein Vater der italienischen Linie der Gonzaga angehörte. Père Josephs Mutter Marie Motier de La Fayette stammte aus einer Familie des Landadels: Ihr Vater Claude de La Fayette verfügte über vier Baronien. Eine davon erbte Enkel François-Joseph, was ihm am Hof des französischen Königs vor seinem Eintritt in den Kapuzinerorden den Titel Baron de Maffliers eintrug. Er erhielt eine ausgezeichnete klassische Bildung und unternahm 1595 eine ausgedehnte Reise nach Italien. 1597 nahm er an der Belagerung von Amiens teil. Im Gefolge eines entfernten Verwandten, des Diplomaten Hurault de Maisse, reiste er im gleichen Jahr nach London.

## Aufstieg im Kapuzinerorden
Nach seiner Rückkehr trat er am 2. Februar 1599 in Orléans dem Kapuzinerorden bei. Dort erwarb er sich bald hohes Ansehen, weshalb ihm wichtige Funktionen und Ämter anvertraut wurden. Bereits im Herbst 1605 wurde er zum Guardian des Klosters in Bourges berufen. Im darauf folgenden Jahr übernahm er diese Funktion im Ordenshaus in Rennes. Ebenfalls 1606 half er Antoinette d’Orléans bei der Gründung des Klosters der Kalvarierinnen (Töchter des Heiligen Kreuzes) in Fontevrault im Poitou, das durch seine Fürsprache bei Papst Paul V. später durch eine päpstliche Bulle bestätigt werden sollte. Er verfasste ein Andachtsbuch für die Nonnen. Später wurde er Leiter des Klosters Des Roches unweit von Fontevrault. 1618 beriefen ihn seine Ordensoberen zum Provinzial der Kapuzinerprovinz Touraine, der auch das Poitou, große Teile der Bretagne und der Normandie unterstanden. Das von Richelieu seit 1607 geleitete Bistum Luçon liegt im Bas-Poitou. 1625 wurde Père Joseph zum Präfekt der Auslandsmission.

## Erste Meriten bei der Gegenreformation
Père Joseph erwarb sich bei der Reform seines Ordens, dessen Klöster er in den Zentren der französischen Hugenotten, z. B. 1609 in Saumur, einrichten ließ, die wachsende Aufmerksamkeit bei Hofe. Als er zu den Konferenzen von Loudun als Vertrauter der Königin-Mutter Marie de Medici und des päpstlichen Gesandten hinzugerufen wurde, widersprach er den Forderungen des Parlements und überzeugte sie schließlich von der Richtigkeit des Gallikanismus, einer nationalkirchlichenTendenz in der französischen Kirche. Bei einem Aufstand einiger Hochadeliger 1615/1616 vermittelte er als Agent der Königin-Mutter den Frieden von Loudun vom 3. Mai 1616. Sein wichtigster Kontrahent war der Herzog von Bouillon, Henri de La Tour d’Auvergne, der über Père Joseph äußerte: „Dieser Mann dringt in meine geheimsten Gedanken ein; er weiß Dinge, die ich nur einigen Leuten von erprobter Verschwiegenheit mitgeteilt habe und er geht nach Tours und kommt von dort zurück, zu Fuß, in Regen, in Schnee und Eis, in fürchterlichstem Wetter, ohne dass irgend jemand imstande ist, ihn zu beobachten. Ich will schwören, der Teufel sitzt diesem Pater im Leib.“ Seitdem unterhielt Joseph enge Kontakte zu Marie de Medici.

## Kreuzzugsprojekt
Père Joseph verfolgte bis in die ersten Jahre des Dreißigjährigen Krieges die Absicht, die christlichen Fürsten und Könige von der Notwendigkeit eines Kreuzzuges gegen die Osmanen zur Befreiung Konstantinopels und des Heiligen Landes zu überzeugen. Zu diesem Zweck reiste er von Herbst 1616 bis März 1617 nach Rom, wo er zur päpstlichen Kurie Kontakte knüpfte und intensive Korrespondenzen mit päpstlichen Botschaftern und Legaten, Kardinälen und dem päpstlichen Staatssekretär führte. In gleicher Angelegenheit reiste er im Sommer 1618 erfolglos nach Madrid, wo er weitere Kontakte aufnahm.

## Beginn des Vertrauensverhältnisses zu Kardinal Richelieu
Kardinal Richelieu bemühte sich von seinem Bistum Luçon aus anfangs vergeblich, Zugang zu den Beratungen in Loudun zu bekommen. Da ihm dieser verwehrt wurde, fing er 1611 Joseph auf dem Weg nach Tours ab, wo sich Marie de Medici mit Gefolge aufhielt, und führte mit ihm lange Unterhaltungen über die innen- und außenpolitische Lage der Monarchie. Dabei erkannten die beiden ihre Übereinstimmungen vor allem in ihrer Aversion gegen die Habsburger. Als Richelieu zeitweilig vom Poitou nach Avignon verbannt wurde, überbrachte ihm der Bruder von Père Joseph, Charles Le Clerc du Tremblay, am 7. März 1619 die Erlaubnis, an den Hof der Königin-Mutter Marie de Medici zurückzukehren.

## Aufbau eines Informantennetzes
Als König Ludwig XIII. im Herbst und Winter 1620 gegen die Hugenotten des Béarn einen Feldzug unternahm, konnte der Pater ihn durch sein geheimes verlässliches Informantennetz unterrichten, was in den befestigten Plätzen der Hugenotten vor sich ging. Auch in La Rochelle, dem wichtigsten befestigten Ort der französischen Calvinisten, unterhielt Joseph seit fünfzehn Jahren ein Netz von Informanten, die ihn über alle wichtigen Vorgänge in der Hafenstadt auf dem Laufenden hielten und die er gleichzeitig zu gezielter Desinformation der Eingeschlossenen zur Herabsetzung des Widerstandswillens nutzen konnte.
Père Joseph fungierte als Beichtvater, Ratgeber und enger Mitarbeiter des Kardinals Richelieu. Als solcher nutzte der Kapuziner seine Ordensbrüder in allen Teilen der Welt zur Korrespondenz über die innere Lage der verschiedenen Herrschaftsgebiete von England und Spanien, über die Niederlande und Deutschland, über Persien und Abessinien bis hin nach Kanada, aus der er intime Kenntnisse über die Gegebenheiten und Handelsbedürfnisse in den Staaten, aber auch an den jeweils einflussreichen Kreisen erlangte. In Memoranden unterbreitete Joseph Pläne für Handelsniederlassungen und den Aufbau einer französischen Flotte zur Schaffung von Kolonien.
Ab 1624 fungierte der Ordenspriester als Leiter des Mercure français, eines jährlich erscheinenden Blattes, in dem eine aus der Sicht der Krone publizierte Zusammenfassung aller im Vorjahr publizierten Relationen und offiziellen Dokumente erschien, die alle Ereignisse der Monarchie, der königlichen Familie, die militärischen Ereignisse, wie Schlachten, Allianz- und Friedensverträge, die politischen Ereignisse, wie Politik der Ministerien und Diplomatie zusammenfasste und bei den Mitgliedern des königlichen Rates, Militärs, Juristen, Klerikern, Gelehrten, Literaten und Beamten studiert wurde. Zur weiteren Steuerung der öffentlichen Meinung bediente sich Richelieu der ab 12. Mai 1631 erscheinenden wöchentlichen Zeitung La Gazette, die von Théophraste Renaudot herausgegeben wurde und in die neben den Berichten des Königs und Richelieus auch Récits („Berichte“) der Generäle und königlichen Intendanten erschienen. Da Richelieu die Gazette zur Beeinflussung der öffentlichen Meinung nutzen wollte, flossen hier auch die geheimen Berichte von Père Joseph über die Stimmungen und Absichten einflussreicher Kreise ein, denen man begegnen oder die man unterstützen wollte.

## Rolle Père Josephs auf dem Regensburger Kurfürstentag
Von Richelieu wurde Joseph zum Regensburger Kurfürstentag (1630) gesandt. Obwohl der Berufsdiplomat Charles Brûlart de Léon der Gesandte Frankreichs war, leitete der Pater die französische Gesandtschaft. Hinter den Kulissen betrieb der Ordensbruder die Abberufung Wallensteins und schürte durch leidenschaftliche Propaganda bei den Fürsten und Diplomaten die Isolierung des Kaisers Ferdinand II. Anschließend beriet er den schwedischen König Gustav II. Adolf von Schweden bei seiner Intervention. Dies ließ Père Joseph in die Rolle eines Kriegsministers rücken. Père Josephs Einfluss auf Richelieu ist zwar umstritten, doch er wirkte unbestritten auf die französische Haltung im Dreißigjährigen Krieg ein, die darin bestand, möglichst lange die Neutralität zu wahren, um nach der Erschöpfung Schwedens und der kaiserlichen Truppen direkt in den Konflikt einzugreifen.

## Père Joseph als Nachfolger
Der König und Richelieu hatten den Kapuziner zum Nachfolger Richelieus als Prinzipalminister vorgesehen. Als Richelieu über den Tod seines Vertrauten am 18. Dezember 1638 informiert wurde, soll er mit den Worten reagiert haben: Je perds ma consolation et mon unique secours, mon confident et mon appui („Ich habe meinen Trost und meine einzige Sicherheit verloren, meinen Vertrauten und meine Stütze“). Der zeitgenössische Biograf Père Josephs war Pater Ange de Mortagne.

## Trivia
- Eine Anekdote behauptet, Richelieu sei zum Totenbett Père Josephs gerufen worden und hätte ihn mit den Worten „Mut, Père Joseph, wir haben Breisach gewonnen“ zusprechen wollen.
- Von dem graubraunen Habit Père Josephs leitet sich die Bezeichnung „graue Eminenz“  ab.

## Ehrungen
In Rueil-Malmaison befindet sich die Villa Père Josephs in direkter Nachbarschaft zum Anwesen von Kardinal Richelieu. Dort wurde auch eine große öffentliche Parkanlage nach Père Joseph benannt.
Siehe auch: Aldous Huxleys Roman Die Graue Eminenz über Pater Joseph.